# Дмитрий Медведев (Telegram-канал)
«Дми́трий Медве́дев» — канал в мессенджере Telegram, в котором от имени бывшего президента России и заместителя председателя Совета безопасности РФ Дмитрия Медведева публикуются очень резкие, гневные посты, содержащие в себе пропаганду и антиукраинскую риторику, что контрастирует с прежним уровнем активности политика в общественной жизни после его отставки с поста председателя Правительства РФ в январе 2020 года. В данном Telegram-канале появлялись угрозы Украине и странам Запада, а также призывы к эскалации конфликта. Близкие знакомые Медведева отмечали, что такой стиль и лексика не в его образе, и думали о причинах трансформации политика.
В российских социальных сетях особенно активно цитируют Медведева, который, среди прочего, написал, что «священная цель» России в войне против Украины — битва с Сатаной, под которым подразумевается Запад. В поздравлении россиян с Днём народного единства политик призывал «остановить верховного властелина ада». В соответствующей стилистике выдержан и остальной текст. Медведев также уверял, что России на Украине противостоит «кучка безумных нацистов-наркоманов», «большая стая лающих собак из западной псарни» и «разномастная свора хрюкающих подсвинков и недалёких обывателей из распавшейся западной империи со стекающей по подбородку от вырождения слюной».

## История
14 марта 2022 года Дмитрий Медведев завёл Telegram-канал с патриотическим содержанием. Первый пост был опубликован 17 марта. В аккаунте Медведева во ВКонтакте повторяются некоторые его посты из его Telegram-канала, но с задержкой. Как написал зампред Совета безопасности РФ в первой публикации, «обстоятельства сложились так, что этот ресурс общения оказался востребован в большей степени, чем скомпрометировавшие себя известные social media». За месяц аудитория Telegram-канала Медведева выросла почти до 250 тысяч человек.
30 мая он писал, что в случае ракетных ударов по российским городам Россия может нанести ответные удары по «центрам принятия» «преступных решений», часть из них находится «совсем не в Киеве». За полчаса этот пост прочитали 388 тысяч человек.
5 апреля Медведев опубликовал в канале пост «О фейках и настоящей истории». В тексте утверждалось, что сообщения о российских военных преступлениях являются «фейками, вызревшими в циничном воображении украинской пропаганды», подготовленными за «огромные деньги» «фабриками троллей» под контролем западных правительств и прислуживающих им НПО, что для дегуманизации и очернения России «взбесившееся зверьё из нацбатов и теробороны готово мимоходом убить собственных мирных жителей. Всё потому, что глубинное украинство, подпитываемое антироссийским ядом и всепоглощающей ложью по поводу своей идентичности, — это и есть один большой фейк. Этого явления никогда не было в истории. И сейчас не существует». Он также упомянул, что некоторая часть украинцев последние 30 лет «молилась на Третий рейх».
В июне Медведев прокомментировал санкции Запада против России, обсудил, как ограничения повлияют на страну. Он также написал о западном правосудии и называет канцлера Германии Олафа Шольца «украинским вариантом ливерной колбасы». Политик также угрожал США терактом и предложил ужесточить закон об «иностранных агентах» в России.
Медведев считает украинскую этническую идентичность одним «большим фейком». В то время, как Путин публично отрицает цель оккупации всей Украины, Медведев в 2022 году написал: «А кто сказал, что через два года Украина вообще будет существовать на карте мира?». В 2024-м он вновь подтвердил, что считает сохранение украинского государства смертельно опасным, написав: «я имею в виду отнюдь не только нынешнее государство, бандеровский политический режим. Я говорю о любой, совершенно любой Украине».
7 июня Медведев попытался объяснить свои яростные посты в мессенджере: «Меня часто спрашивают, почему мои посты в Телеграм такие резкие. Отвечаю — я их ненавижу. Они ублюдки и выродки. Они хотят смерти нам, России. И пока я жив, я буду делать всё, чтобы они исчезли». Медведев не уточнил, кого он имеет в виду под местоимением «они». Выступление зампреда Совбеза России вызвало бурную реакцию у пользователей соцсетей. Например журналист Дмитрий Колезев прокомментировал демарш политика: «Оставили на шутовской должности без полномочий и разрешили писать в телеграм-канал». Интернет-издание The Village опубликовало реакцию пользователей Твиттера, которые попытались понять, о ком писал политик.
8 июня пресс-секретарь президента России Дмитрий Песков заявил, что резкие эмоциональные оценки внешнеполитической ситуации в публикациях Дмитрия Медведева «вполне объяснимы»: «Это именно выражение личного отношения к тем вражеским проявлениям в отношении нашей страны, с которыми мы сталкиваемся». На высказывание Медведева об «ублюдках и выродках» отреагировал и министр иностранных дел Италии Луиджи Ди Майо. Он назвал эти слова опасными и вызывающими сильное беспокойство, учитывая высокую должность Медведева — замглавы Совета безопасности РФ.
15 июня Telegram-канал превысил 500 тысяч подписчиков.
6 июля Медведев назвал бредовыми «попытки создания трибуналов или судов для так называемого расследования действий России. Эти предложения не только юридически ничтожны. Идея наказать страну, которая обладает крупнейшим ядерным потенциалом, абсурдна сама по себе. И потенциально создаёт угрозу существованию человечества».
26 августа Медведев объяснил, почему изменилась его риторика, хотя в бытность президентом его воспринимали как либерала: «Что же касается моих ощущений, то они, безусловно, изменились, это правда. И связано это не с тем, что я каким-то образом переродился, а с тем, какой курс стали проводить наши партнёры. Этот курс иначе как русофобским я назвать не могу. С этим связано и изменение риторики, ничего в этом удивительного нет».
Политик неоднократно заявлял о русофобском характере антироссийских санкций. 21 марта он утверждал, что польская пропаганда, по его словам, «самый злобный, вульгарный и визгливый критик России». 30 августа он отреагировал на обсуждение Евросоюзом введения запрета на выдачу виз россиянам: «Европейские начальнички достали своим русофобским кудахтаньем про шенгенские визы гражданам нашей страны. Пусть уж быстрее введут полный запрет на их выдачу».
По мере развития войны манера речи Медведева становилась радикальней. Риторика бывшего президента России усилилась осенью на фоне военных неудач на Украине.
1 ноября Медведев пригрозил применить ядерное оружие на Украине. Он утверждал, что если Украина освободит оккупированные и впоследствии аннексированные территории, это будет означать «отторжение их от России». Зампред Совета безопасности России считает, что это может быть основанием для реализации одного из пунктов военной доктрины РФ, допускающей применение ядерного оружия в случае если под угрозу поставлено «само существование государства».
2 ноября он повторил своё мнение о возможной отмене моратория на смертную казнь, причиной тому стал арест четырёх студентов, обвиняемых в организации теракта в Башкортостане: «Во время Великой Отечественной войны с саботажниками, которые по приказу фашистских убийц вели подрывные работы в тылу, никто не цацкался. Приговор таким негодяям был один — расстрел без суда и следствия».
4 ноября в послании, посвящённом Дню народного единства России, он заявил, что начав борьбу, Россия обрела «сакральную мощь»: «Мы слушаем слова Создателя… Цель остановить верховного властелина ада, какое бы имя он ни использовал — Сатана, Люцифер или иблис». Политик также сообщил, что «оружие бывает разное»: «У нас есть возможность отправить всех врагов в геенну огненную, но не это наша задача». Издание «Медуза» также привело «список очередных оскорблений от Медведева»: «кучка безумных нацистов-наркоманов», «стая лающих собак из западной псарни», «разномастная свора хрюкающих подсвинков», «недалёкие обыватели со стекающей по подбородку от вырождения слюной», «случайные попутчики», «прилипалы», «прихлебатели», «трусливые предатели», «алчные перебежчики», «изнасилованные повелителями тьмы», «рабовладельцами и угнетателями», «надменные жрецы», «кровожадные адепты», «глумливые прислужники», «бессловесные манкурты», «верховный властелин ада».
После заявления Медведева о смертной казни 4 ноября пресс-секретарь президента России Дмитрий Песков заявил, что в Кремле не обсуждают возможность отмены моратория на смертную казнь, а сенатор Андрей Клишас отметил: «Возврат к смертной казни в России при действующей Конституции невозможен».
6 декабря Медведев заявил, что сам пишет посты в своём Telegram-канале: «Как вы прекрасно понимаете, за меня такую штуковину никто не напишет, он просто побоится, скажет: „Ты что, сбрендил что ли?“ Только я могу такое сделать. Помощники у меня, конечно, есть, они работают».
16 декабря Дмитрий Медведев назвал гражданскую инфраструктуру законной военной целью. По мнению экс-президента, к гражданской инфраструктуре, способствующей достижению военных целей, относятся: мосты, транспортные станции, дороги, объекты энергетики, заводы и мастерские. Среди прочих законных военных целей Медведев назвал военно-политическое руководство страны-противника.

## Статистика
Средний охват поста Медведева в Telegram, по состоянию на начало ноября 2022 года, превышает 2,5 млн просмотров. Канал широко цитируется российскими и зарубежными СМИ. Рейтинг доверия Медведеву вырос примерно с 20 % до вторжения до 40 %. Его пост с «простыми вопросами в День народного единства» после 11:00 по московскому времени прочитали более 800 тысяч человек.
Согласно данным «Медиалогии», Telegram-канал за май 2022 года среди русскоязычных источников поднялся на второе место по показателю просмотров поста, уступив только каналу главы Чечни Рамзана Кадырова. Согласно проведённому Telegram-каналом brief опросу (23,7 тыс. голосов) 55 % респондентов Медведев в Телеграме не нравится, а 45 % респондентов нравится. Радикально негативно к «творчеству» политика относятся 44 %. 28 % считают, что у Медведева отсутствует стиль и такт, а эмоции излишне агрессивны. 16 % же отмечают, что это разговор улицы, а не власти.
По состоянию на июнь 2022 года, Telegram-канал Медведева насчитывает почти 359 тысяч подписчиков, по состоянию на ноябрь и декабрь 2022 года — более 900 тысяч подписчиков.
По данным «Медиалогии», в 2022 году канал стал самым просматриваемым среди русскоязычных пользователей.

## В интернет-мемах

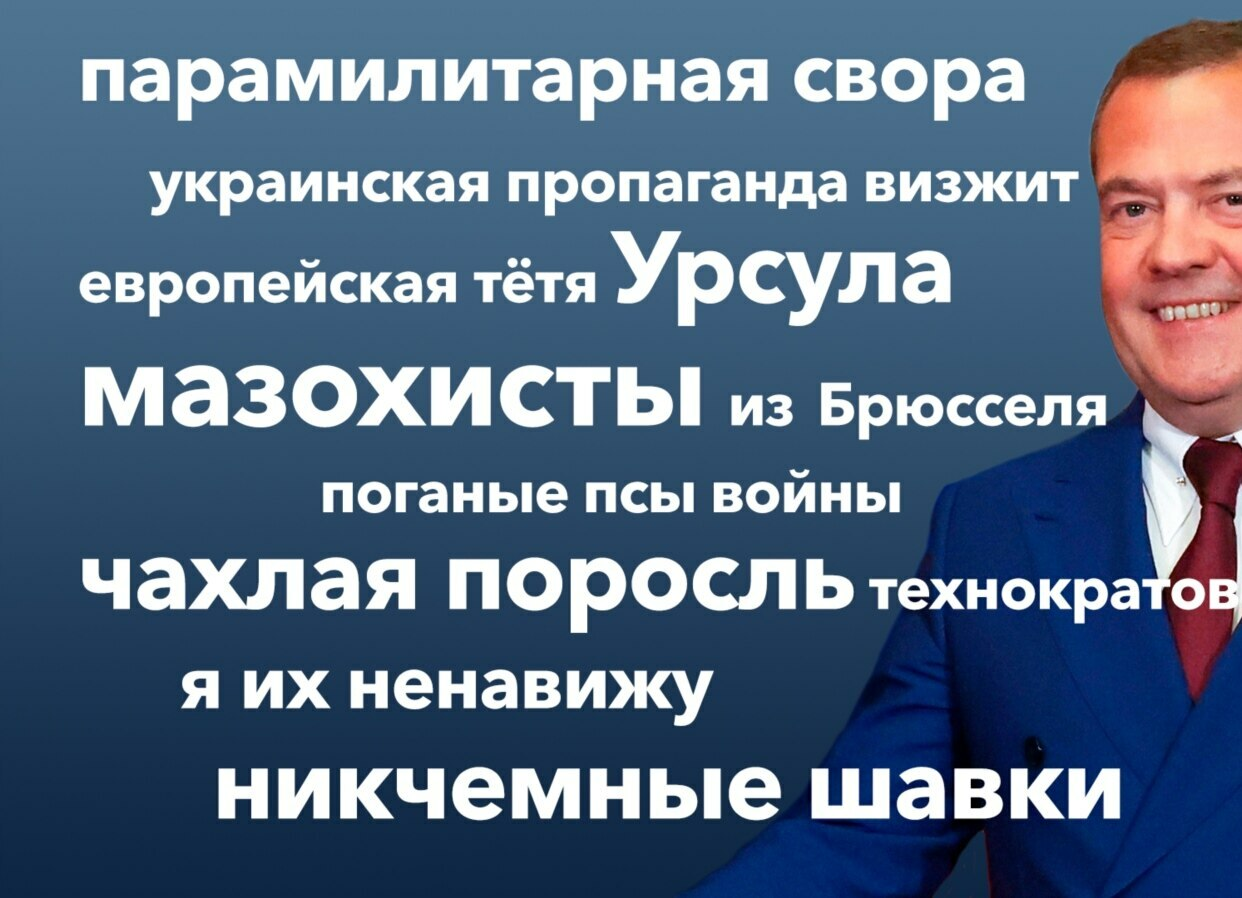
Коллаж из заявлений Медведева

«Новая газета. Европа» отмечает, что с момента создания канала каждая публикация Медведева стала мемом: по постам политика «можно придумывать сюжеты для RPG-игр, писать фанфики и снимать трэш-хорроры». Ксения Туркова из «Голоса Америки» отмечает, что в обновлённом словаре Дмитрия Медведева, когда-то слывшего «белым и пушистым», теперь есть такие слова и выражения: «парамилитарная свора», «упоротые националисты», «украинская пропаганда визжит», «европейская тётя Урсула», «мазохисты из Брюсселя», «чахлая поросль технократов», «ублюдочные власти в Варшаве», «европейские имбецилы».
Резкий пост Медведева об «ублюдках и выродках», среди прочего, также стал предметом мемов. В начале июня 2022 года в Telegram появился канал под названием «Дмитрий Солнышко Медведев», в котором первый пост стал зеркальным ответом на запись «Меня часто спрашивают».
В январе 2023 года «Новая газета. Европа» запустила Telegram-канал «нейроМедведев», взяв за основу модель SberDevices, построенную на архитектуре GPT-3.

## Оценки
Медведев преимущественно пишет в свой Telegram-канал, где выделяется радикальной патриотической позицией даже среди других лидеров России, став, по мнению некоторых обозревателей, одним из главных спикеров так называемой «партии войны». Кирилл Фокин из «Новой газеты» называет Telegram-канал «Дмитрий Медведев» «мощнейшим психологическим оружием Кремля, кибераналогом тактической ядерной бомбы. Западные политики трясущимися руками открывают его каждое утро, чтобы узнать, кто из них в этот раз подвергнется публичному унижению и тотальному истреблению. Тексты, в которых каждое слово и каждый символ бьют врагов России прямо в их гнилые сердца, пишутся при помощи специального алгоритма, сплавляющего наиболее бронебойные пассажи из Проханова А. А., Дугина А. Г., Кургиняна С. Е., Пелевина В. О. и Сорокина В. Г. с примитивной лексикой интернет-троллей».
Некоторые аналитики высказывают мнение, что радикализм Telegram-канала никак не связан с тайными разработками на поле «ментальной войны», а лишь стремлением Медведева прекратить показывать свой либеральный образ остаться у власти там, где сейчас требуется радикализм. По мнению Александры Прокопенко из Фонда Карнеги, «агрессивный стиль» позволяет Медведеву завоевать популярность в консервативных кругах и отойти от своего «имиджа заигрывающего с Западом либерала». Интернет-пользователи и блогеры прозвали Дмитрия Медведева, выступающего с агрессивными заявлениями, «злым плюшевым».
В качестве спичрайтеров Медведева приписывали самых разных людей — от Захара Прилепина и Александра Дугина до Виктора Пелевина и Владислава Суркова. Социальный психолог, блогер Алексей Рощин полагает, что по своей стилистике и набору образов заявления Медведева очень сильно напоминают заявления Дугина, «поэтому в экспертной среде возникает всё больше подозрений, что в реальности телеграм-канал Медведева сам Дугин и ведёт. Высказывания о том, что кто-то борется с Люцифером и тому подобное — это из лексикона пациентов психиатрических клиник».
Украинский журналист и блогер Иван Яковина считает, что гневные высказывания Медведева — плохой сигнал: «Эмоциональный выплеск Медведева свидетельствует о том, что ситуация в России очень тяжёлая. Можно сказать, безвыходная». По словам Яковины, Медведев, возможно, транслирует настроения Путина, который готов продолжать вторжение до победного конца, не считаясь ни с чем. Однако самая популярная версия, в том числе и на Западе, заключается в том, что Медведев хочет «застолбить» себе место в новой России, стать преемником Путина.
Некоторые обозреватели предположили, что в своих заявлениях Медведев сблизился с радикальными антизападными империалистами, такими как журналист Александр Проханов. Филолог, библеист Андрей Десницкий, комментируя заявление бывшего президента России 4 ноября, заявил, что несмотря на такой выбор лексики, говорить о каких-то богословских основаниях такого взгляда на существующий конфликт не приходится: «И в христианстве, и в исламе, и в иудаизме <…> борьба с сатаной или иблисом понимается как духовное противостояние каждого человека выпадающим ему искушениям, а не как битву различных политических систем. Причина, по которой Медведев перешёл на этот язык, видимо, одна: рациональные аргументы закончились». Политолог Дмитрий Орешкин утверждает, что данными заявлениями зампред Совбеза РФ обращается не только к народу, который он пытается сплотить, но и к другим слоям правящей элиты: «Это человек, который когда-то говорил, что „свобода лучше, чем несвобода“, а дальше, чтобы сохранить свой статус, согласился уступить президентский пост, сейчас пытается объяснить новым силовикам свою полезность для той системы, которую строит условная „партия войны“. Просто потому, что боится остаться один, без поддержки, без власти. Ему важно любой ценой удержаться в обойме, потому что на самом деле он маленький и слабый».
Старший научный сотрудник Центра восточноевропейских исследований Мария Доманска считает, что действия Медведева могут указывать на стремление укрепить его позиции в правящей элите. Доманска предполагает, что политик также выполняет поставленную перед ним задачу задавать весьма агрессивный тон официальному нарративу и, таким образом, устанавливать определённые «стандарты» для всего государственного управления. Эксперт пишет, что в своих постах Медведев фактически призывает к насильственному перевоспитанию украинцев и дегуманизирует украинский народ, оправдывая тем самым массовые военные преступления, а также делает завуалированные намёки на необходимость убийства высших представителей украинской власти. Язык текста, пропитанный инвективами, ненавистью и крайней агрессией, по мнению Доманской, является выражением растущего разочарования как провалом первоначального плана по завоеванию Украины, так и устойчивостью Запада к российской военной пропаганде.
Издание The Insider отмечает взаимосвязь между агрессивными постами Медведева в Telegram и поставками его вина из Италии. Так, даты поставок в Россию вина с виноградников в Италии, принадлежащих Медведеву, совпали с датами его скандальных антизападных публикаций в соцсети.